# شوکت‌الملوک خواجه‌نوری

تصویر از خود اثر شوکت‌الملوک

تصویر از همسر نقاش اثر شوکت‌الملوک

تصویر از فرزند نقاش اثر شوکت‌الملوک

شوکت‌الملوک خواجه نوری (درگذشته ۱۳۴۴ خورشیدی) یک نقاش ایرانی بود. او دختر عفت‌الدوله و میرزا ابوتراب خان خواجه نوری ملقب به نظم‌الدوله بود. شوکت‌الملوک از کودکی به نقاشی علاقه‌مند شد؛ به همین دلیل پدرش که از دوستان نزدیک کمال‌الملک بود از او خواست که هنر نقاشی را به شوکت و دختر دیگرش –عفت‌الملوک- آموزش بدهد. به دنبال پذیرفتن کمال‌الملک، شوکت و خواهرش ماهی یک بار در منزلشان از کمال‌الملک تعلیم می‌گرفتند. به موازات این آموزشها که سه سال به طول انجامید، از آموزش‌های میرزا علی خان محمودیهم –که شاگرد کمالالملک و ناظم مدرسهٔ صنایع مستظرفه بود- هفته‌ای سه نوبت استفاده می‌کردند. شوکت‌الملوک با سرلشکر هادی خانشقاقی (حصن‌الدوله) ازدواج کرد پس از ازدواج، آثارش را با عنوان شوکت‌الملوک شقاقی امضا کرده‌است. پس از این ازدواج به دلیل ماموریتهای کاری متعدد همسرش، به کشورهای مختلف سفر کرد و با هنر نقاشی غرب نیز از طریق آثار هنری موجود در موزه‌های مختلف آشنا شد.
او که دست‌پروردهٔ کمال‌المک و پیرو ناتورالیسم بوده از شیوه‌های سیاه قلم، آبرنگ و رنگ روغن در خلق آثار خود استفاده کرده‌است. شوکت به خاطر همکاری با خواهرش عفت‌الملوک در تأسیس مدرسه‌ای هنری برای بانوان، به عنوان اولین بانی هنرستان بانوان در ایران به‌شمار می‌آیند. او علاوه بر نقاشی، در هنر ابریشم‌دوزی (خامه‌دوزی) هم مهارت قابل توجهی داشته‌است. وی سرانجام در ۱۳۴۴ خورشیدی به دلیل سرطان کبد درگذشت. او یکی از اعضای خانواده خواجه نوری بود.